# Musée archéologique en plein-air

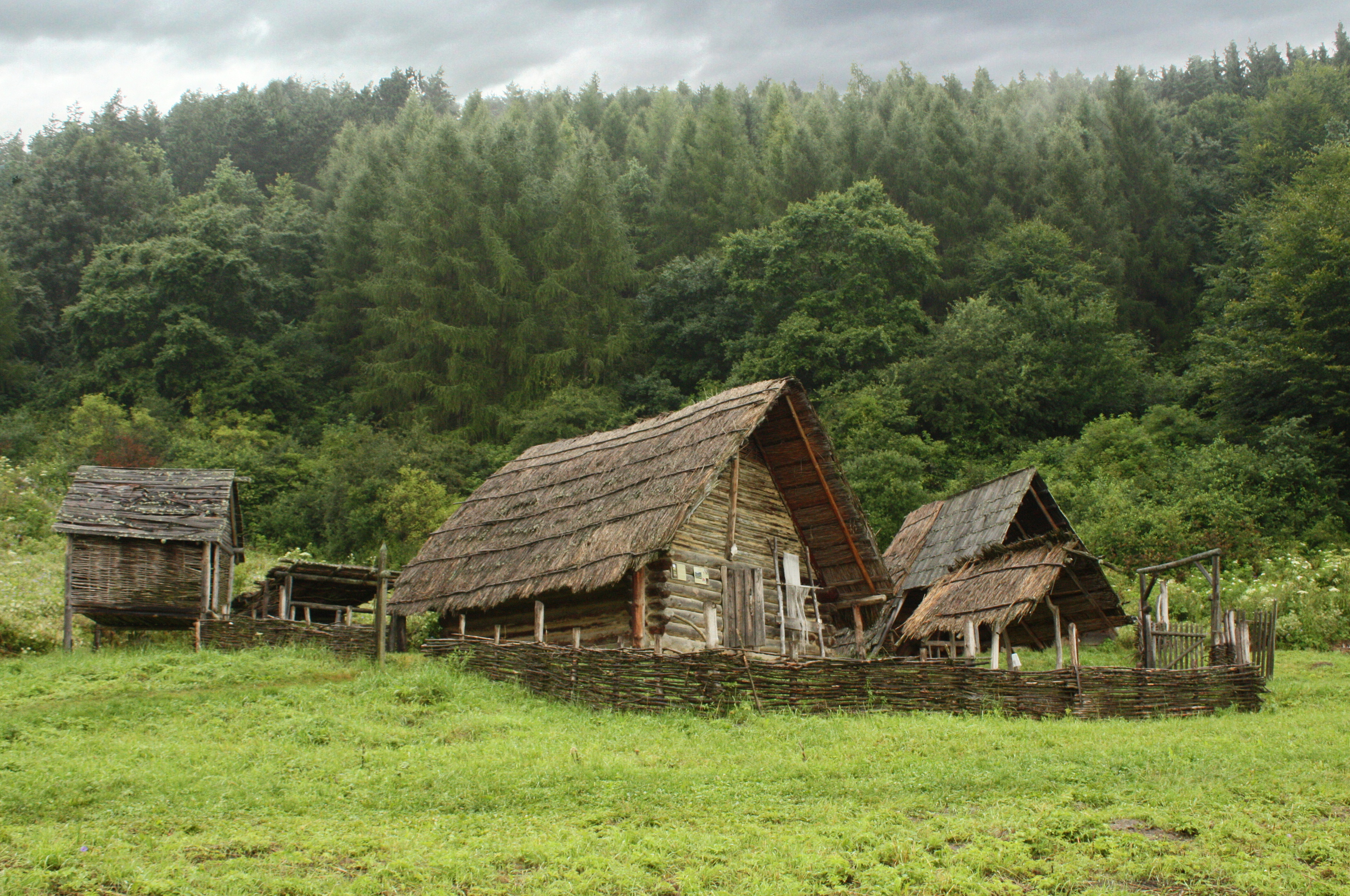
Musée archéologique en plein-air Liptovska Mara - Havránok, Slovaquie, reconstruction d'une ferme de l'âge du fer supérieur (300-100 av. J.C.)

Un musée archéologique en plein-air, ou à ciel ouvert, est une institution permanente à but non lucratif avec des reconstructions architecturales à taille réelle en extérieur, principalement basées sur des sources archéologiques. Ces musées détiennent des collections de ressources du patrimoine culturel immatériel, et offrent une interprétation du mode de vie et du comportement des hommes dans le passé, en suivant des méthodes scientifiques fiables à des fins éducatives, d’étude et pour le plaisir des visiteurs. 

## Définitions

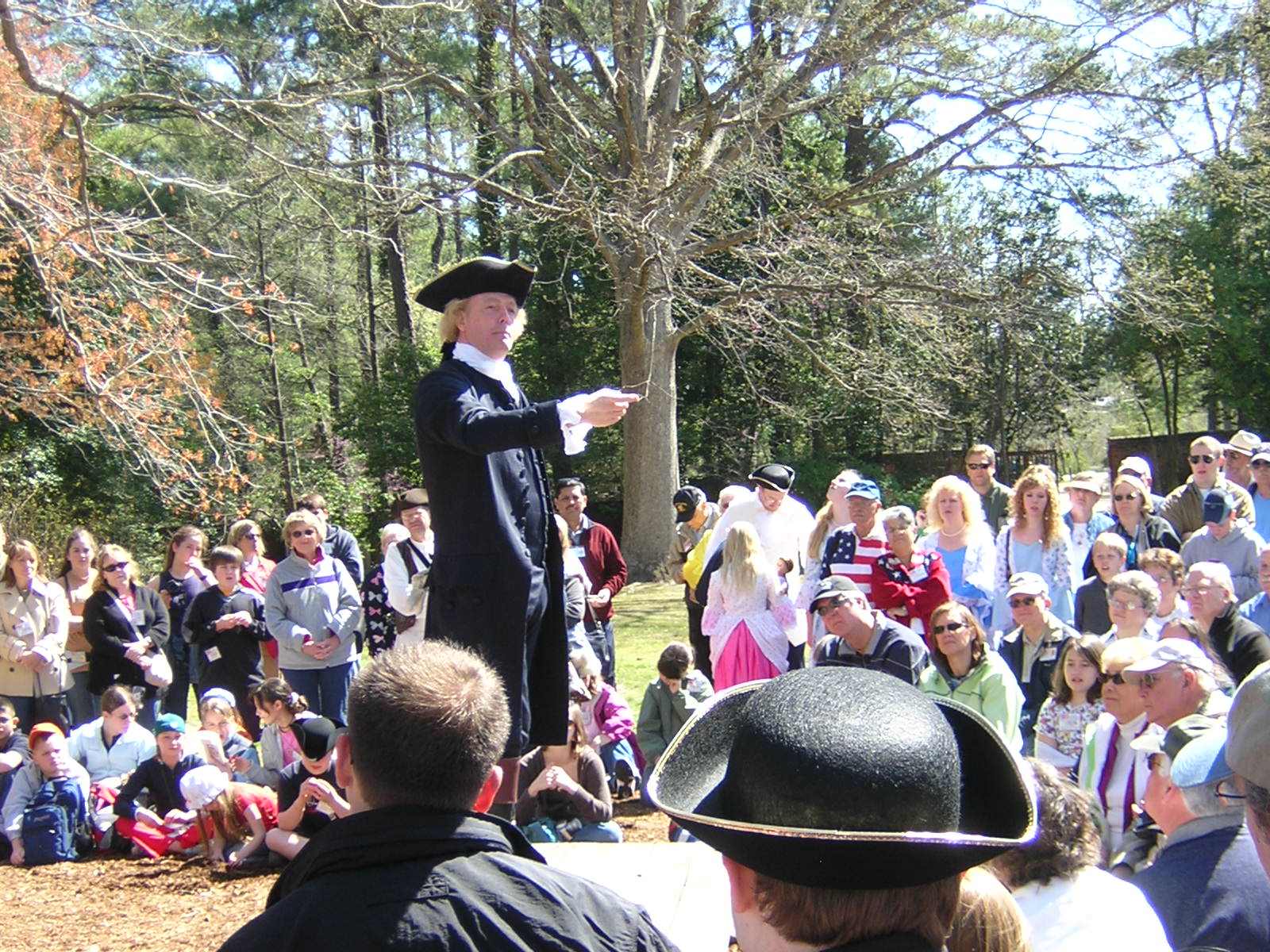
Reconstitution de Thomas Jefferson par l'acteur Bill Barker à Colonial Williamsburg (États-Unis)

La définition ci-dessous a été rédigée par l'Exarc, un réseau mondial de professionnels travaillant dans les musées archéologiques en plein-air, l’archéologie expérimentale, les technologies anciennes et l’interprétation, en utilisant la définition des musées de l'ICOM, le conseil international des musées. Un des directeurs était  Roeland Paardekooper.
- Musée – « Le musée est une institution permanente sans but lucratif, au service de la société et de son développement, ouverte au public, qui acquiert, conserve, étudie, expose et transmet le patrimoine matériel et immatériel de l’humanité et de son environnement à des fins d'études, d'éducation et de délectation. »[1] « La pratique et la performance professionnelle dans les musées archéologiques de plein-air doivent respecter le code déontologique pour les musées de l'ICOM. »
- Reconstructions architecturales à taille réelle en extérieur – Les musées archéologiques en plein-air gèrent des bâtiments reconstruits à l’échelle en extérieur. Ces derniers ne peuvent être construits et interprétés seulement à la condition que  : « les bâtiments d’origine du genre représenté ne soient plus disponibles, (et) les copies et reconstructions soient faites selon les méthodes scientifiques les plus strictes »[2]. L’authenticité des matériaux et des techniques utilisés doit être clairement avérée à travers des documents écrits et accessibles, en citant les sources d’information sur lesquelles les reconstructions sont basées. Un examen objectif de chaque bâtiment devrait être réalisable.
- Collection de ressources du patrimoine culturel immatériel – De façon général, un musée archéologique en plein-air peut être défini comme une collection de ressources du patrimoine culturel immatériel qui offre une interprétation de la façon dont les hommes vivaient et se comportaient dans un contexte historique et géographique spécifique.
- Connecté à la recherche scientifique – La connexion entre la recherche scientifique et n’importe quel musée archéologique en plein-air se fait par le rôle actif d’un archéologue qualifié au sein du personnel, ou par un conseiller en archéologie appartenant à une organisation affiliée.
- Une interprétation appropriée avec l'organisation d’activités pour les visiteurs – En fonction des types et du nombre des visiteurs, différentes sortes d'interprétations peuvent être adéquates. Ces activités peuvent inclure (liste non exhaustive) des visites guidées, des programmes pédagogiques, des présentations de recherche archéologique expérimentale, des démonstrations de techniques et d’artisanats anciens, des animations d'interprétations et d’histoire vivante.

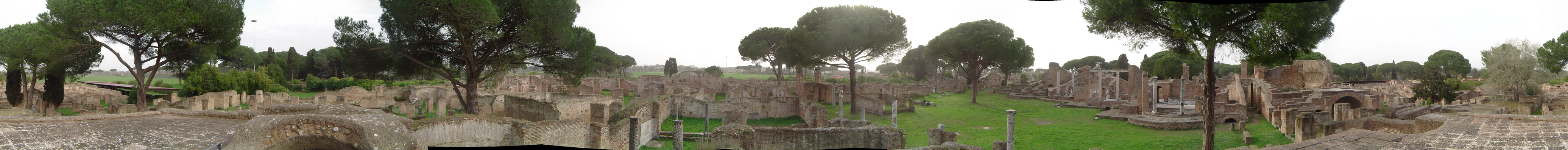
Ostia Antica, près de Rome.

## Exemples
Des exemples de musées archéologiques en plein-air : Randa Ardesca - Archéosite d'Ardèche, Flag Fen, Biskupin, Musée des palafittes d'Unteruhldingen, Saalburg, Colonial Williamsburg (en), Plimoth Plantation, Craggaunowen (en), West Stow Anglo-Saxon village (en), Butser Ancient Farm, Havránok, le Scottish Crannog Centre (en) et le Eindhoven Museum (en). 